# 塔恩省
塔恩省（法語：Tarn）是法國奥克西塔尼大区所轄的省份。該省編號為81。